# Cassaniouze
Cassaniouze ist eine französische Gemeinde mit 503 Einwohnern (Stand: 1. Januar 2022) im Département Cantal in der Region Auvergne-Rhône-Alpes; sie gehört zum Arrondissement Aurillac und zum Kanton Arpajon-sur-Cère.

## Geographie
Cassaniouze liegt etwa 26 Kilometer südsüdwestlich von Aurillac. Das Flüsschen Auze durchquert das Gemeindegebiet und mündet im Ortsteil Saint Projet in den Lot. Umgeben wird Cassaniouze von den Nachbargemeinden Puycapel im Nordwesten und Norden, Sénezergues im Norden und Nordosten, Junhac im Osten, Vieillevie im Südosten sowie Conques-en-Rouergue im Süden.

## Bevölkerungsentwicklung
| Jahr                       | 1962 | 1968 | 1975 | 1982 | 1990 | 1999 | 2006 | 2019 |
| Einwohner                  | 907  | 809  | 719  | 684  | 587  | 547  | 520  | 507  |
| Quellen: Cassini und INSEE |      |      |      |      |      |      |      |      |

## Sehenswürdigkeiten

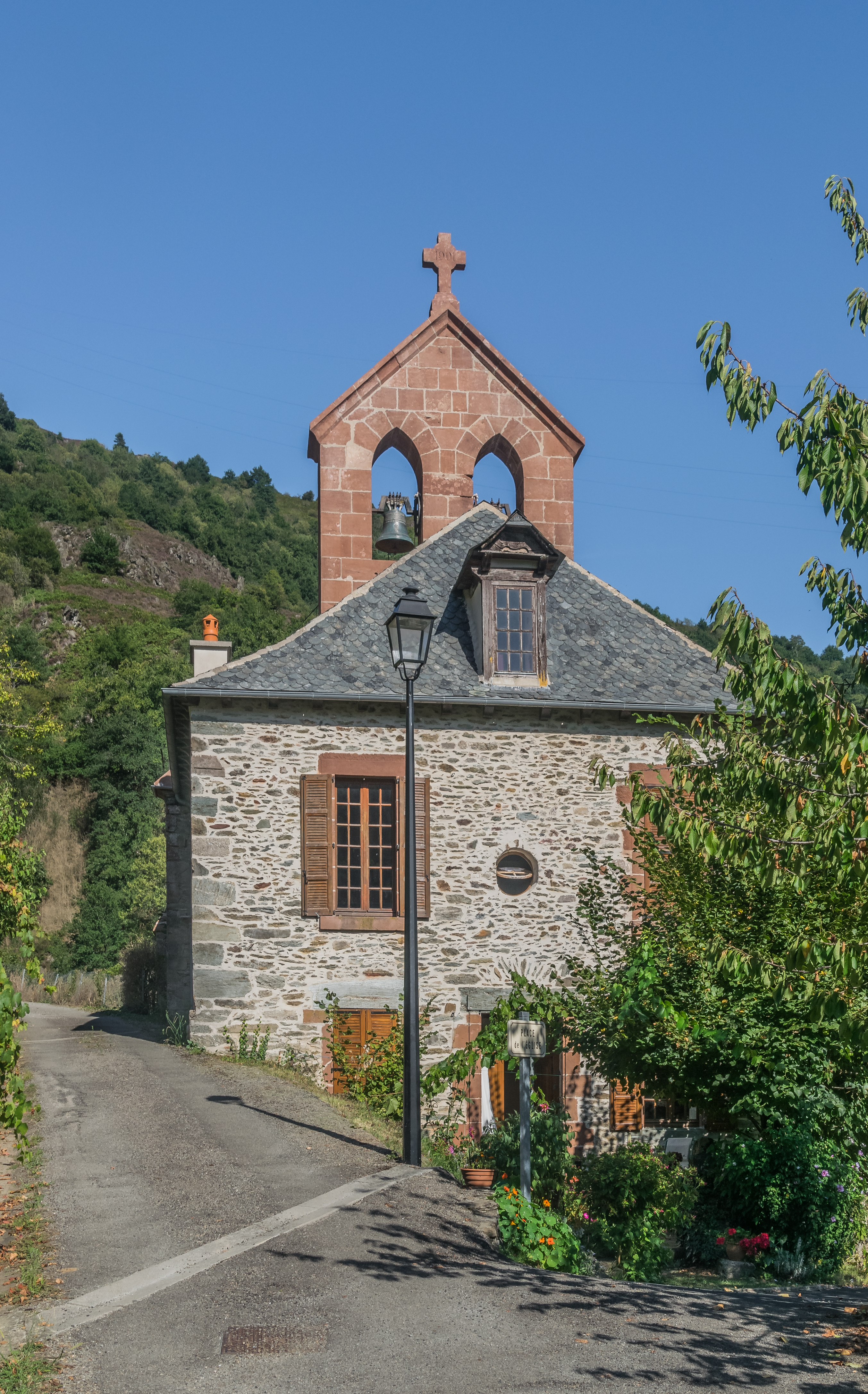
Kirche Saint-Projet
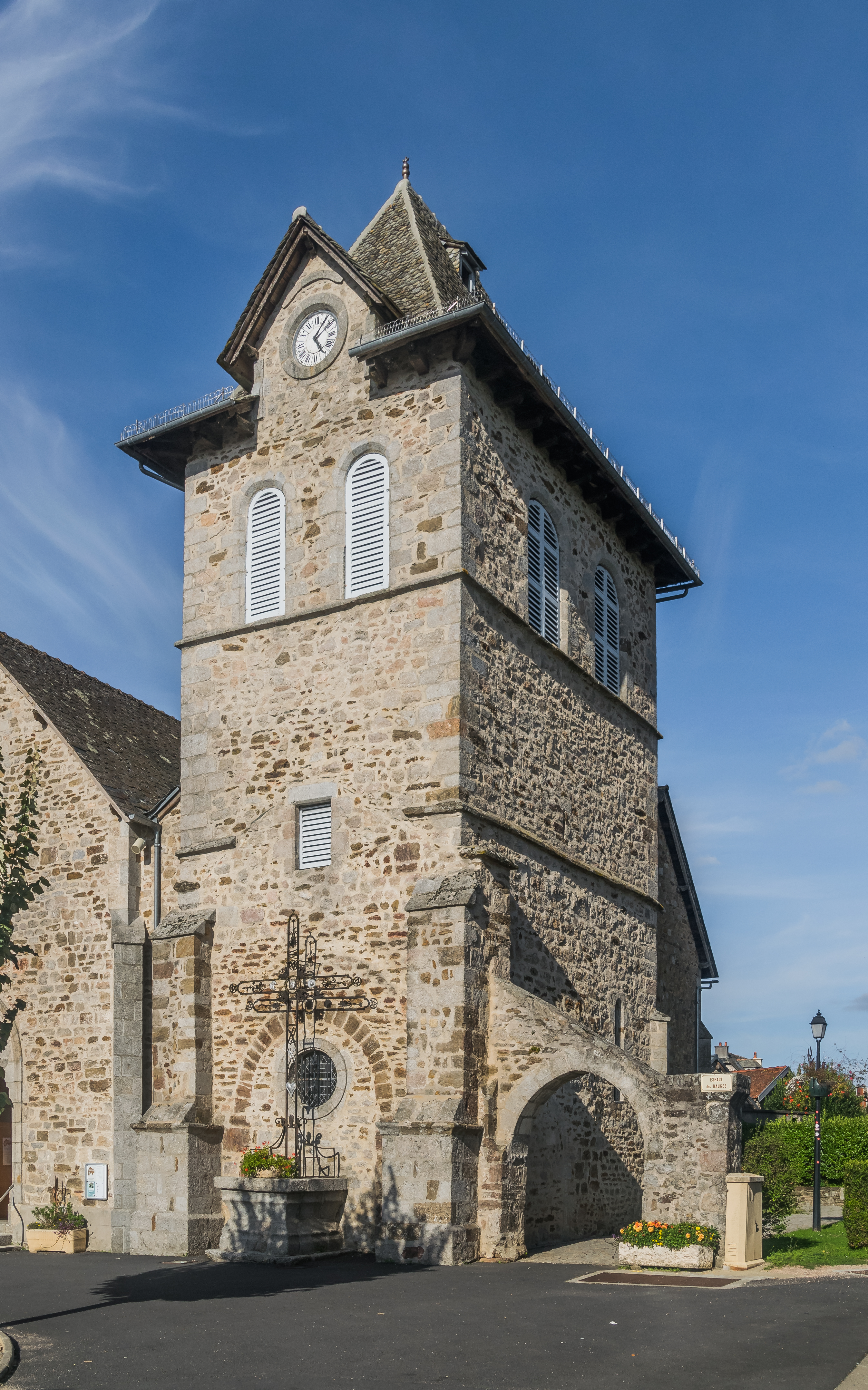
Kirche Mariä Lichtmess

- Kirche Saint-Projet
- Kirche Mariä Lichtmess